# Károly Kaszala
Károly Kaszala (Nitra, 20 febbraio 1894 – Poroszló, 5 settembre 1932) è stato un aviatore austro-ungarico.
Károly Kaszala Oszlányi Vitéz fu il pilota dell'Impero austro-ungarico, che aveva raggiunto 8 vittorie aeree certificate durante la prima guerra mondiale. Dopo la guerra ha deciso di fare il volo sportivo.

## Biografia e prima guerra mondiale

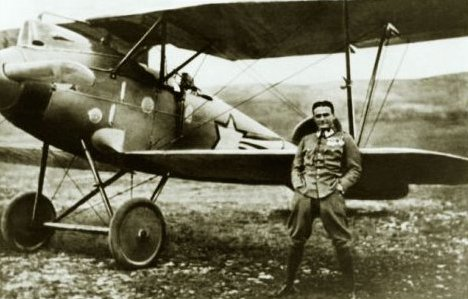
Kaszala Károly posa di fronte al suo Albatros DIII.

Kaszala Károly è nato il 20 febbraio 1894 a Nyitra. Quando scoppiò la guerra mondiale, fu chiamato nel 14º reggimento di fanteria onorario del territorio. Dopo aver completato il suo addestramento di base, ha fatto domanda nella Kaiserliche und Königliche Luftfahrtruppen ed ha iniziato il corso pilota in aviazione nella Flik 1, completato il 6 ottobre 1914. Lo stesso giorno, è stato promosso. Sul fronte russo, fu inviato alla Flik 14 a Kraszne. A causa del suo autogoverno, la sua personalità, che era difficile da tollerare (indossava solo pantaloni bianchi, poteva solo dormire con una porta chiusa e rifiutava di decollare con un aereo che non gli piaceva) fu rapidamente inviato alla Flik 1 con base a Kolomyja.
Il comandante ottano, Otto Jindra, tollerò l'estro del suo nuovo subordinato, perché non aveva dubbi sul suo coraggio ed aveva condotto numerose incursioni, caccia e bombardierdamento. Kaszala ha ricevuto la Medaglia d'onore al valor militare d'argento nel 1915. La sua prima vittoria certificata fu raggiunta il 13 dicembre 1916, quando il suo aereo da ricognizione a due posti sparò a un tipo sconosciuto di biplano russo nell'area di Gura Humorului. Il 9 gennaio 1917, a Fundu Moldovei distrusse un biplano russo. Il 23 gennaio, la Flik 1 ha attaccato la stazione ferroviaria di Bucecea e con Kaszala che sull'Hansa-Brandenburg C.I, ha sparato a una degli aerei russi da difesa aerea.
Nel febbraio del 1917, sarebbe stato trasferito nella Flik 42J da caccia sul fronte italiano, ma Godwin Brumowski, che aveva volato più volte prima, invitò Kaszala alla FliK 41J che aveva poi organizzato. Sugli Hansa-Brandenburg D.I e poi Albatros D.III era vicino a Trieste a Sesana e dopo la Battaglia di Caporetto, si trasferisce nella valle del Piave.
Il 12 maggio 1917 Kaszala colpì con l'Hansa-Brandenburg un Farman 14 italiano che dirigeva il fuoco dell'artiglieria. Otto giorni dopo, il 20 maggio, uno SPAD (Société Pour les Appareils Deperdussin) francese è messo a terra per la quinta vittoria per lo status Asso dell'aviazione. Il 28 novembre ha colpito un Savoia-Pomilio. Il 10 dicembre 1917, Frank Linke-Crawford si unirono contro cinque aerei ed entrambi divennero più ricchi cdi vittorie aeree. Il 13 dicembre distrusse un pallone di osservazione a Meolo. Il 25 maggio è stato promosso.
Dopo il ritorno alla Prima guerra mondiale, torna in Ungheria e fino alla proclamazione della Repubblica Sovietica fu membro dell'Aeronautica ungherese. Era un membro della stazione di polizia di Matthias e ha lavorato come pilota per la General Machine Factory ungherese. Ha svolto un ruolo di primo piano nella rivolta ungherese dell'ovest del 1921, come comandante degli insorti al tempo della prima divisione nel 28 agosto (l'altro era il francese Kiss Mihály).

## Volare come Sport
Kaszala è stato membro fondatore della Sporting Aircraft Association nel 1920. L'aereo leggero Lampich L2 è stato completato il 4 settembre 1925 nel laboratorio dell'associazione. È stato curato da Árpád Lampich, progettato da Péter Thoroczkai con il motore da 13,2 kW (18 hp). L'aereo ha volato 650 km tra Matthias di Budapest e Monor (Ungheria) il 17 settembre 1923, Kárla Kaszala ha volato più volte con Érd con 18 HP L-2 Roma. Si è dimesso nel maggio 1930.